# Kohlhaus (Fulda)
Kohlhaus ist ein Stadtteil der Stadt Fulda im osthessischen Landkreis Fulda.

## Geographie
Der Stadtteil liegt südlich der Kernstadt. Durch das Dorf verlief die alte Handelsstraße Ortesweg. Durch und entlang des Ortes verlaufen die Bundesstraße 27, die Bundesstraße 254 sowie die Landesstraßen 3307 und 3418.

## Geschichte
Im Jahre 1195 wurde das Dorf der Schultheißerei Steinhaus des Zentamts Fulda erstmals urkundlich erwähnt.
1787 war es der Fürstabtei Fulda, Centoberamt Fulda, zugeordnet.
Bei Kohlhaus war bereits im frühen Mittelalter der Übergang der alten Handelsstraße ("Alte Straße") Via Regia von Frankfurt nach Leipzig über die Fulda. 
Eine Steinbrücke wurde zu Beginn des 18. Jahrhunderts bei Kohlhaus errichtet.
Der östliche Brückenteil mit den Figuren von Maria und Josef entstand unter dem Fuldaer Fürstabt Adalbert von Schleiffras in seiner Fuldaer Amtszeit von 1700 bis 1714. 
Unter Fürstbischof Heinrich von Bibra wurde vor 1771 der westliche Teil der Steinbrücke verlängert und mit den die Statuen des Hl. Bonifatius und des Kaisers Heinrich II. bekrönt. Sein Wappen mit der Jahreszahl der Errichtung ist an der Südseite angebracht.

### Eingemeindung
Im Rahmen der Gebietsreform in Hessen wurde am 1. August 1972 die ehemals selbstständige Gemeinde Kohlhaus zusammen mit anderen Stadtrandgemeinden kraft Landesgesetz in die kreisfreie Stadt Fulda eingegliedert, kam zusammen mit dieser aber am 1. Juli 1974 wieder zurück zum Landkreis Fulda.

### Bevölkerung

#### Einwohnerentwicklung
| • 1812: | 10 Feuerstellen, 82 Seelen |

| Kohlhaus: Einwohnerzahlen von 1812 bis 2021 | Kohlhaus: Einwohnerzahlen von 1812 bis 2021 | Kohlhaus: Einwohnerzahlen von 1812 bis 2021 | Kohlhaus: Einwohnerzahlen von 1812 bis 2021 | Kohlhaus: Einwohnerzahlen von 1812 bis 2021 |
| --- | ------------------------------------------- | ------------------------------------------- | ------------------------------------------- | ------------------------------------------- |
| Jahr |                                             |                                             |                                             | Einwohner                                   |
| 1812 | 1812                                        |                                             | 82                                          | 82                                          |
| 1834 | 1834                                        |                                             | 96                                          | 96                                          |
| 1840 | 1840                                        |                                             | 96                                          | 96                                          |
| 1846 | 1846                                        |                                             | 121                                         | 121                                         |
| 1852 | 1852                                        |                                             | 117                                         | 117                                         |
| 1858 | 1858                                        |                                             | 103                                         | 103                                         |
| 1864 | 1864                                        |                                             | 95                                          | 95                                          |
| 1871 | 1871                                        |                                             | 84                                          | 84                                          |
| 1875 | 1875                                        |                                             | 110                                         | 110                                         |
| 1885 | 1885                                        |                                             | 124                                         | 124                                         |
| 1895 | 1895                                        |                                             | 132                                         | 132                                         |
| 1905 | 1905                                        |                                             | 126                                         | 126                                         |
| 1910 | 1910                                        |                                             | 140                                         | 140                                         |
| 1925 | 1925                                        |                                             | 274                                         | 274                                         |
| 1939 | 1939                                        |                                             | 369                                         | 369                                         |
| 1946 | 1946                                        |                                             | 453                                         | 453                                         |
| 1950 | 1950                                        |                                             | 963                                         | 963                                         |
| 1956 | 1956                                        |                                             | 878                                         | 878                                         |
| 1961 | 1961                                        |                                             | 944                                         | 944                                         |
| 1970 | 1970                                        |                                             | 893                                         | 893                                         |
| 1988 | 1988                                        |                                             | 875                                         | 875                                         |
| 2010 | 2010                                        |                                             | 1.145                                       | 1.145                                       |
| 2013 | 2013                                        |                                             | 1.121                                       | 1.121                                       |
| 2015 | 2015                                        |                                             | 1.099                                       | 1.099                                       |
| 2016 | 2016                                        |                                             | 1.093                                       | 1.093                                       |
| 2017 | 2017                                        |                                             | 1.097                                       | 1.097                                       |
| 2018 | 2018                                        |                                             | 1.132                                       | 1.132                                       |
| 2019 | 2019                                        |                                             | 1.117                                       | 1.117                                       |
| 2020 | 2020                                        |                                             | 1.118                                       | 1.118                                       |
| 2021 | 2021                                        |                                             | 1.103                                       | 1.103                                       |
| Datenquelle: Historisches Gemeindeverzeichnis für Hessen: Die Bevölkerung der Gemeinden 1834 bis 1967. Wiesbaden: Hessisches Statistisches Landesamt, 1968. Weitere Quellen: ; 2010,2012,2015,2017-2021: |                                             |                                             |                                             |                                             |

#### Religionszugehörigkeit
Quelle: Historisches Ortslexikon
| • 1885: | 009 evangelische (= 8,18 %), 101 katholische (= 91,82 %) Einwohner  |
| • 1961: | 253 evangelische (= 28,82 %), 608 katholische (= 69,25 %) Einwohner |

## Religion
In Kohlhaus steht die Katholische Filialkirche Maria Königin des Friedens die wie der Bronnzeller Ortsteil Ziegel, zur Katholischen Kirchengemeinde St. Peter Bronnzell gehört.

## Wappen
Am 6. Dezember 1967 wurde der Gemeinde Kohlhaus ein Wappen mit folgender Blasonierung verliehen: Im gespaltenen Schild vorn das schwarze Fuldaer Stiftkreuz in Silber, hinten in Rot drei goldene Eicheln mit grünen Kappen.